# Handball Plan-de-Cuques
Actualités
Dernière mise à jour : 18 décembre 2023.
Le Handball Plan-de-Cuques est un club français de handball basé à Plan-de-Cuques (Bouches-du-Rhône). Il est notamment connu pour son équipe féminine qui évolue en première division française depuis la saison 2020-2021.

## Histoire
Fondé en 1992, le Handball Plan-de-Cuques a gravi tous les échelons jusqu’à connaitre la première division lors de la saison 2006-2007. Si cette première expérience du très haut niveau tourne court puisque le club termine bon dernier, le HBPC a bâti un projet autour de la formation des filles afin de pérenniser le club au sein de l’élite nationale. 
Le 17 avril 2020, en conséquence de la pandémie de Covid-19, le Bureau Directeur de la Fédération française de handball a, notamment, acté l'arrêt définitif du championnat de D2 et le club, premier de sa poule de la première phase est promu en D1.

## Résultats sportifs

### Palmarès
- Championnat de France de deuxième division
  - Vainqueur (1) : en 2006
  - Promu (1) : 2020 (championnat arrêté)

### Bilan saison par saison
| Saison    | Div. | Classement      | Commentaire                                     |
| --------- | ---- | --------------- | ----------------------------------------------- |
| 2001-2002 | 3    | 4e du groupe B  | -                                               |
| 2002-2003 | 3    | ?e du groupe B  | -                                               |
| 2003-2004 | 3    | 2e du groupe B  | Défaite en barrage d'accession                  |
| 2004-2005 | 3    | 1er du groupe B | Promotion en D2                                 |
| 2005-2006 | 2    | 1er             | Promotion en D1                                 |
| 2006-2007 | 1    | 12e             | Relégation en D2                                |
| 2007-2008 | 2    | 8e              | -                                               |
| 2008-2009 | 2    | 10e             | -                                               |
| 2009-2010 | 2    | 8e              | -                                               |
| 2010-2011 | 2    | 12e             | Relégation en N1                                |
| 2011-2012 | 3    | 2e en poule 2   | -                                               |
| 2012-2013 | 3    | 6e en poule 2   | -                                               |
| 2013-2014 | 3    | 5e en poule 3   | -                                               |
| 2014-2015 | 3    | 5e en poule 3   | -                                               |
| 2015-2016 | 3    | 1er en poule 3  | Promotion en D2                                 |
| 2016-2017 | 2    | 6e              | -                                               |
| 2017-2018 | 2    | 2e              | -                                               |
| 2018-2019 | 2    | 3e              | -                                               |
| 2019-2020 | 2    | 1er en poule 2  | Championnat arrêté (Covid-19) - Promotion en D1 |
| 2020-2021 | 1    | 12e             | -                                               |
| 2021-2022 | 1    | 12e             | -                                               |
| 2022-2023 | 1    | 9e              | -                                               |
| 2023-2024 | 1    | en cours        | -                                               |

## Personnalités liées au club

### Effectif actuel
L'effectif pour la saison 2022-2023 est, :
- 16 Alicia Estachy, Gardienne
- 74 Andréa Novellan, Gardienne
- 95 Jemima Kabeya, Gardienne
- 08 Alexia Peronnet, Arrière gauche
- 13 Laurie Puleri, Arrière gauche
- 28 Lilou N'Doumbe, Arrière gauche
- 48 Kamila Kordovska, Arrière gauche
- 26 Clara Vaxes, Demi-centre
- 78 Manon Grimaud, Demi-centre
- 14 Elisabeth Chávez, Arrière droite
- 18 Maëlys Kouaya, Pivot
- 11 Chloé Bellonnet, Ailière gauche
- 22 Mathilde Plais, Ailière gauche
- 27 Aurélie Goubel, Ailière gauche
- 03 Manon Michelon, Ailière droite
- 20 Alicia Garcia, Ailière droite
- 77 Justine Martel, Ailière droite

### Personnalités liées au club
- Nely Carla Alberto : joueuse de 2020 à 2021
- Elisabeth Chávez : joueuse de 2019 à 2025[5]
- Sabrina Ciavatti-Boukili : joueuse avant 2007
- Laura Gaudefroy : joueuse de 2018 à 2020
- Manon Grimaud : joueuse de 2017 à 2024
- Stéphanie Ludwig : joueuse  de 2006 à 2007
- Nodjialem Myaro : joueuse de 2006 à 2007
- Angélique Spincer : entraîneuse depuis 2020